# Inga hjältar här
Inga hjältar här (originaltitel: No Time for Heroes) är en humoristisk science fiction-roman av Sam J Lundwall.
Huvudpersonen är menige (egentligen "sub-undermenig") soldaten Bernard Rordin i Vintergatsimperiets armé. Imperiet är bankrutt och måste plundra för att överleva. Därför skickas Bernard ner till en planet som ser lovande ut tillsammans med en feg robot. 